# Google News
Google News (in het Nederlands Google Nieuws) is een dienst van Google Inc. om nieuwsbronnen te doorzoeken. De dienst neemt de titels, eerste alinea's en mogelijk een afbeelding van de artikelen van kranten, politieke partijen en organisaties over. De Amerikaanse versie biedt inmiddels ook zelf volledige nieuwsberichten. De verhalen komen van de persbureaus AP, AFP, The Press Association en The Canadian Press.
Het nieuws is onderverdeeld in een aantal categorieën, in het Nederlands buitenland, binnenland (België of Nederland), economie, wetenschap, sport, entertainment en gezondheid. De plaats van de categorieën op de pagina kan door de gebruiker gewijzigd worden in zijn/haar instellingen. Ook kan de gebruiker het nieuws via een RSS-feed bekijken.
Sinds 26 januari 2006 is Google News ook in het Nederlands te bekijken. In België is er een Nederlandstalige en een Franstalige versie beschikbaar. De Belgische kranten gingen er niet akkoord mee dat deze Google dienst hun nieuws overnam, en er kwam een rechtszaak. Google baseerde zich op het citaatrecht om de teksten over te nemen, maar de rechtbank oordeelde op 8 september 2006 dat het systematisch gebruik van die koppen wel degelijk een inbreuk is op de auteursrechten. De Nederlandstalige media kozen ervoor de nieuws-spider niet meer op hun site te laten komen, de Franstalige media deden dit niet en werden uit de Google-index verwijderd (zowel de nieuws- als de zoekindex).
Google News is vanaf 16 december 2014 niet meer in Spanje beschikbaar in reactie op wetgeving die in januari 2015 van kracht werd, waarbij diensten als Google News worden verplicht te betalen voor het tonen van Spaanse publicaties of delen daarvan.